# Som digital

Uma onda sonora, em cinza, representada digitalmente em vermelho.

O som digital, ou áudio digital, consiste na representação digital de uma onda sonora por meio de código binário. O processo que envolve, na captação ou gravação, a conversão do som analógico para digital (ADC, Analog to digital converter) e, na reprodução, a conversão do som digital para analógico (DAC, Digital to analog converter) permite que o som seja armazenado e reproduzido por meio de um CD, MiniDisc ou DAT, de bandas sonoras de filmes digitais, de arquivos de áudio em diversos formatos, como WAV, AIFF, MP3, OGG, e de outros meios.
O processo de conversão do som analógico para digital acarreta uma perda e é sabido que o som digital nunca poderá representar o som analógico de maneira plena. No entanto, a evolução tecnológica dos processos de conversão atingiu um grau elevado de precisão ao ponto de não deixar transparecer nenhuma distinção perceptível ao ouvido humano entre o som analógico e sua representação digital.
A precisão da representação digital do som varia de acordo com a taxa de amostragem de frequência e a quantidade (profundidade) de bits para cada amostra, ou bit depth. Quanto maiores esses valores, maior será a fidelidade do som digital em relação ao som analógico. Um CD de áudio padrão, por exemplo, possui a taxa de amostragem de frequência, ou sampling rate, de 44.100 Hz e a profundidade de 16 bits.